# Nymphidae
Famille
Les Nymphidae sont une famille d'insectes de l'ordre des névroptères (Neuroptera). 
Ils regroupent environ une quinzaine d'espèces originaires d'Australie et de Nouvelle-Guinée.

## Genres
Selon BioLib (11 aout 2020) :
- Austronymphes Esben-Petersen, 1914
- Myiodactylus Brauer, 1866
- Nesydrion Gerstaecker, 1885
- Norfolius Navás, 1922
- Nymphes Leach, 1814
- Nymphydrion Banks, 1913
- Osmylops Banks, 1913
- Umbranymphes New, 1987